# جهان فون نویمان
در نظریه مجموعه‌ها و شاخه‌های مرتبط با آن در ریاضیات، جهان فون نویمان یا سلسله مراتب مجموعه‌های فون نویمان که با V نشان داده می‌شود، کلاسی از مجموعه‌های خوش-بنیان موروثی است. این گردایه، که توسط نظریه مجموعه‌های تسرملو-فرانکل (ZFC) صوری سازی شده، اغلب جهت ارائه تفسیری برای اصول موضوعه‌های ZFC یا ایجاد انگیزش برای اصولش مورد استفاده واقع شده. این مفهوم به یاد جان فون نویمان نامگذاری شده، گرچه که اولین بار توسط ارنست تسرملو در ۱۹۳۰ منتشر شد.
رتبه یک مجموعه خوش بنیان به صورت استقرایی به عنوان کوچک‌ترین عدد ترتیبی بزرگتر از رتبه‌های تمام اعضای مجموعه است. به‌خصوص، رتبه مجموعه تهی صفر است، و هر عدد ترتیبی دارای دارای رتبه ای برابر با خودش است. مجموعه‌های داخل V به سلسله مراتب ترامتناهی {\displaystyle V_{\alpha }} تقسیم‌بندی می‌شوند که به آن سلسله مراتب تجمعی گفته شده و مبنای آن رتبه‌هایشان است.

## ارجاعات
1. ↑  (Mirimanoff 1917); (Moore 2013، صص. 261–262); (Rubin 1967، ص. 214).

- مشارکت‌کنندگان ویکی‌پدیا. «von Neumann Universe». در دانشنامهٔ ویکی‌پدیای انگلیسی، بازبینی‌شده در ۲۴ آوریل ۲۰۲۱.